# Heinrich XVIII. Reuß zu Köstritz

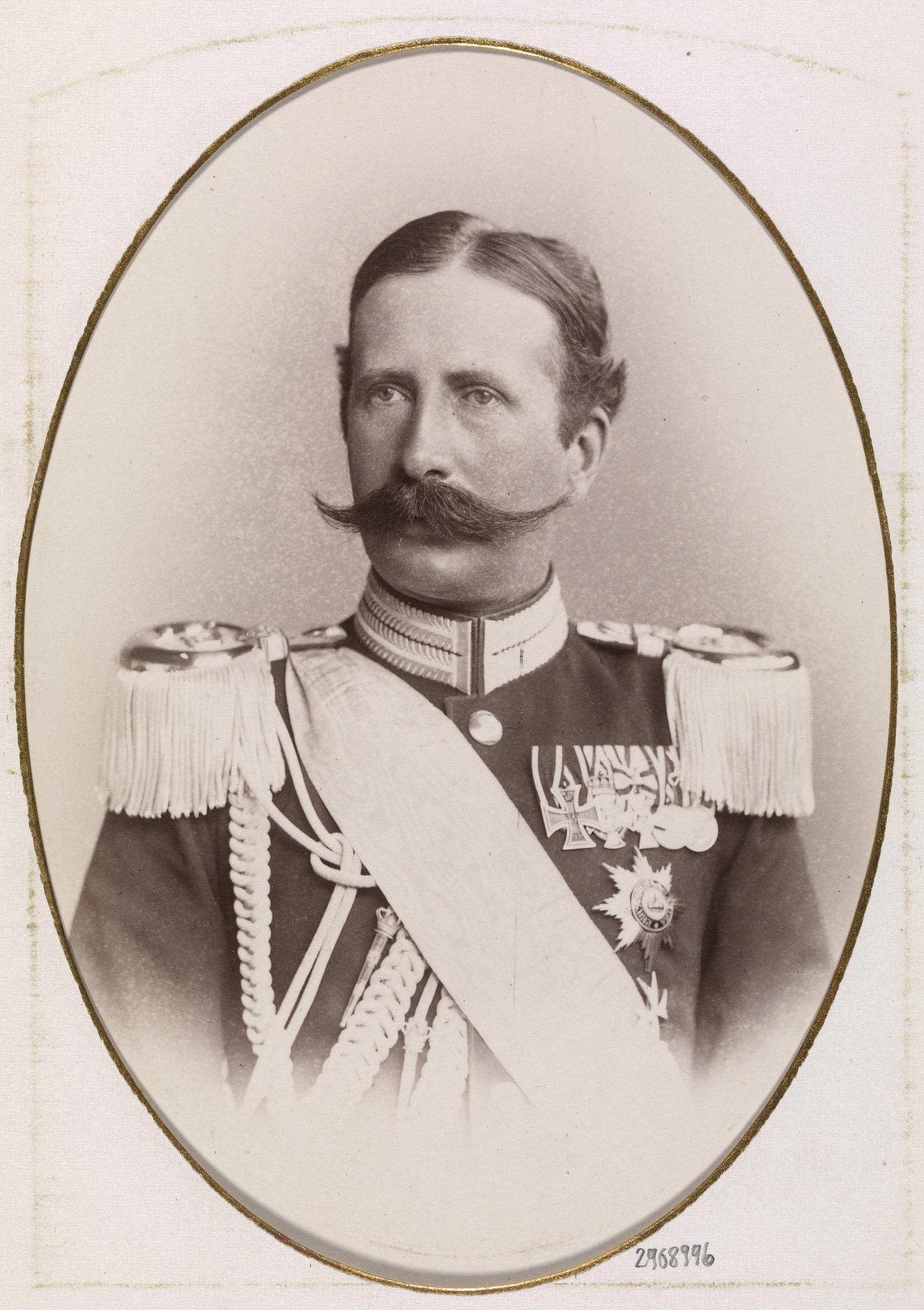
Heinrich XVIII. Reuß um 1886

Heinrich XVIII. Prinz Reuß zu Köstritz (* 14. Mai 1847 in Leipzig; † 15. August 1911 in Schweinfurt) war ein preußischer General der Kavallerie à la suite der Armee und des 1. Großherzoglich Mecklenburgischen Dragoner-Regiments Nr. 17.

## Familie
Heinrich entstammte der Linie Reuß zu Schleiz-Köstritz des regierenden Herrscherhauses Reuß jüngerer Linie. Er war der Sohn von Heinrich II. Reuß zu Köstritz (1803–1852) und dessen Ehefrau Gräfin Clothilde zu Castell-Castell (1821–1860). Er hatte zwei jüngere Geschwister: Heinrich XIX. Reuß zu Köstritz (1848–1904) und Heinrich XX. Reuß zu Köstritz van Reichenfels (1852–1884).

## Militärzeit
Prinz Heinrich XVIII. war in verschiedenen Beamten- und Militärfunktionen tätig. 1883 wurde er zum Flügeladjutant von Kaiser Wilhelms I. ernannt. Vom 4. November 1886 bis zum 26. Januar 1892 war er Kommandeur der 17. Dragoner-Regiments. 1897 zum Generalleutnant befördert, wurde er darauf Kommandeur der 14. Division. 1902 wurde er zum General der Kavallerie befördert.

### Dienstgrade und Regimentschef

#### Dienstgrad
- Königlich Preußischer General der Kavallerie

#### Regimentschef
- Chef des 1. Großherzoglichen Mecklenburgischen Dragonerregiments Nr. 17.

#### À la suite
- Oberst à la suite des 2. Hannoversches Dragoner-Regiment Nr. 16.
- Oberst à la suite der preußischen Armee.

## Auszeichnungen

### Orden und Ehrenzeichen
(Quelle: Hof- und Staats-Handbuch für das Fürstenthum Reuß Jüngerer Linie, 1893)
- Herzoglich Sachsen-Ernestinischer Hausorden, Großkreuz
- Orden der Krone von Rumänien, Großkreuz
- Roter Adlerorden, 1. Klasse
- Alexander-Newski-Orden
- St.-Annen-Orden
- Reußisches Ehrenkreuz

## Ehe und Nachkommen
Heinrich XVIII. heiratete 1886 Charlotte Herzogin von Mecklenburg [-Schwerin] (* 7. November 1868; † 20. Dezember 1944), Tochter von Herzog Wilhelm zu Mecklenburg (1827–1879) und seiner Frau Prinzessin Alexandrine von Preußen (1842–1906). Das Paar hatte drei Kinder: 
- Heinrich XXXVII. (1888–1964), Generalleutnant a. D.,
- Heinrich XXXVIII. (1889–1918), gefallen
- Heinrich XLII. (1892–1949).